# Paul Nauen
Paul Nauen (ur. 6 grudnia 1859 w Hamburgu, zm. 1932) – niemiecki malarz.
Paul Nauen urodził się w Hamburgu, w rodzinie kupieckiej. Uczęszczał do Wilhelmsgymnasium w Monachium. a w 1878 roku rozpoczął studia na monachijskiej Akademii Sztuk Pięknych. Wśród jego wykładowców byli przedstawiciele szkoły monchijskiej: Gyula Benczúr, Alexander von Liezen-Mayer, czy Ludwig von Löfftz. 
W 1890 roku, Nauen założył, wspólnie z Friedrichem Fehrem i Ludwigiem Schmid-Reutte, prywatną szkołę malarstwa. Uczęszczali do niej, oprócz Niemców i Amerykanów, również Polacy, m.in. Stanisław Dębicki, czy Marian Wawrzeniecki. W tym czasie poznał też Olgę Boznańską, choć nie była ona jego uczennicą. Namalowany w 1893 roku  Portret Paula Nauena był jednym z pierwszych obrazów, które przyniosły rozgłos Boznańskiej. Otrzymała ona za niego m.in. złoty medal na wystawie (III. Internationale Kunstausstellung) w Wiedniu.
Paul Nauen tworzył portrety i krajobrazy, wystawiając je w krajach europejskich.   

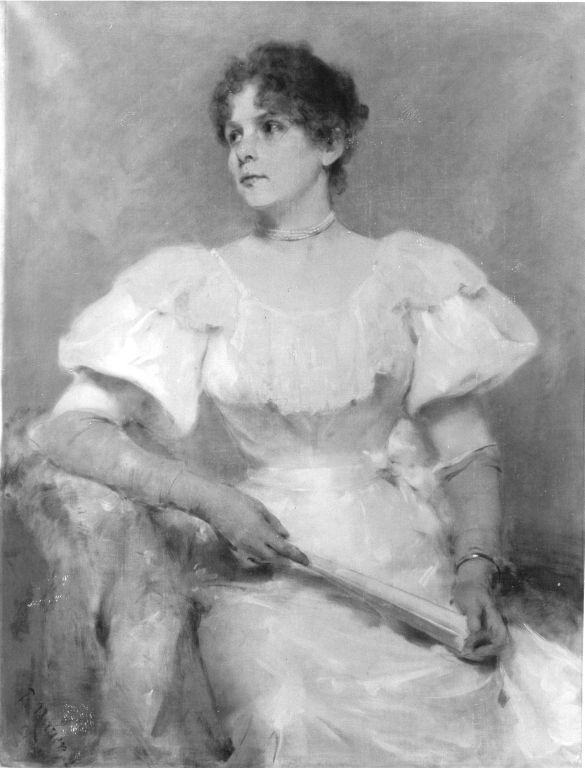
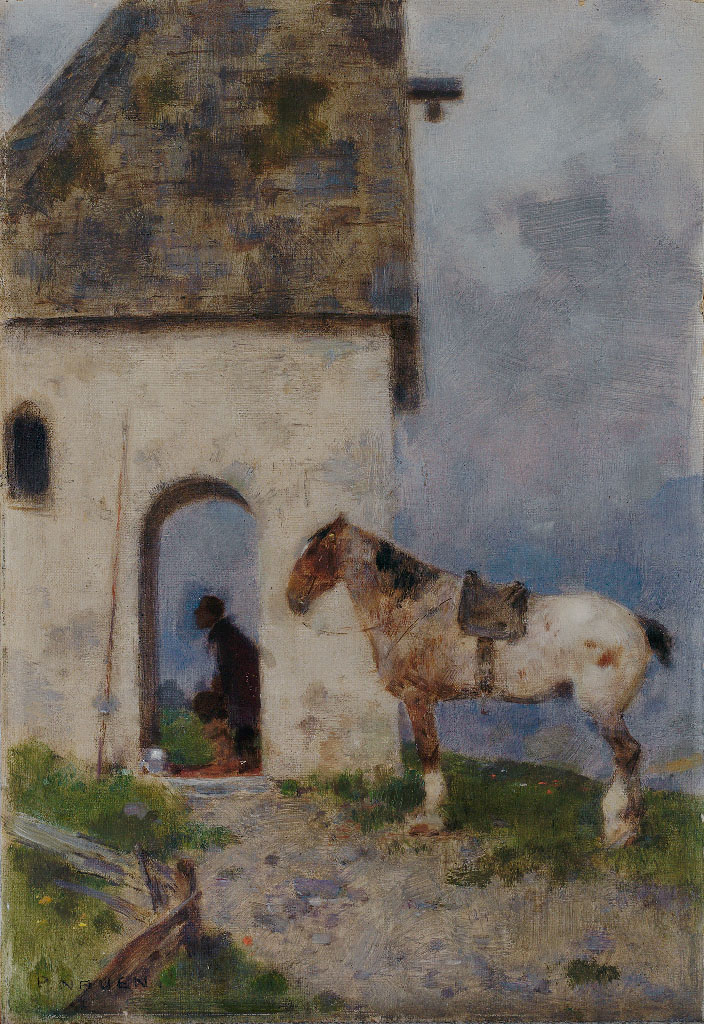